# Corallana collaris
Corallana collaris är en kräftdjursart som beskrevs av Schioedte och Frederik Vilhelm August Meinert 1879. Corallana collaris ingår i släktet Corallana och familjen Corallanidae. Inga underarter finns listade i Catalogue of Life.